# 小柴胡湯
小柴胡湯（しょうさいことう）とは、肺炎、感冒、慢性肝炎、胃腸疾患などに用いられる漢方薬の処方。出典は傷寒論、金匱要略。医師によって処方される医療用医薬品と、薬局などで購入できる一般用医薬品がある。1992年に、当処方が慢性肝炎の肝機能障害を改善することが証明され、広く使用されるようになり使用者は100万人にも及んだが、1996年3月、副作用により10人が死亡した事実が発覚、「漢方薬の安全神話が崩れた」と報道された。

## 構成生薬
柴胡、黄芩、半夏、生姜、大棗、人参、甘草
柴胡と黄芩の組み合わせが中心となる方剤を柴胡剤といい、小柴胡湯はその柴胡剤の最も基本となる方剤である。柴胡から大棗までは多くの柴胡剤で共通している。柴胡剤は表・裏症分類では半表半裏に用いる。
柴胡と黄芩はいわゆる胸脇苦満（脇や胸に重苦しさ、張りを訴える）を治す作用がある。半夏には悪心を治す作用がある。生姜と大棗は多くの漢方方剤に副作用を緩和する目的でペアで加えられている。甘草も同じ目的で配合されている。人参は代表的な補性薬の一つ。

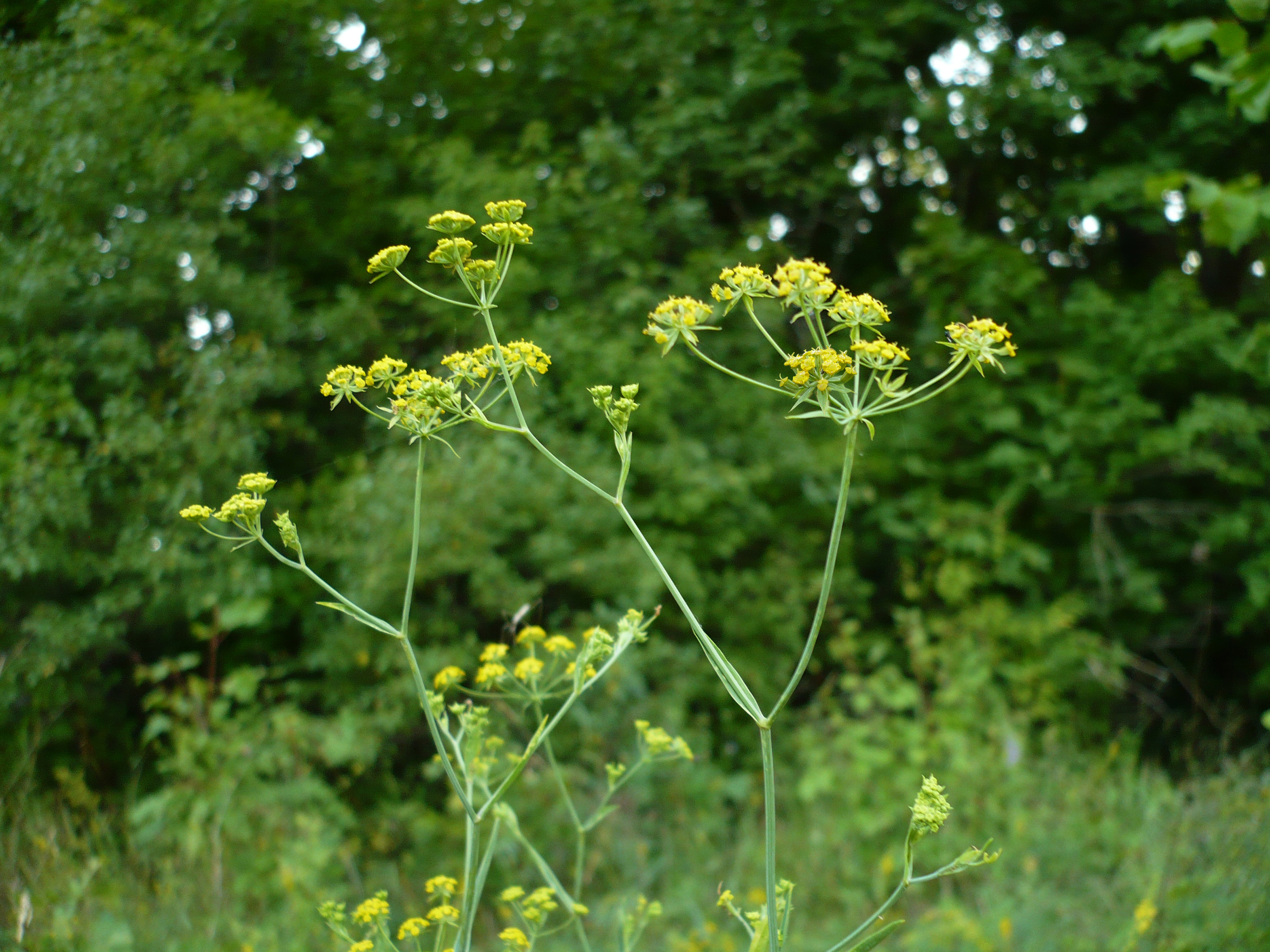
柴胡
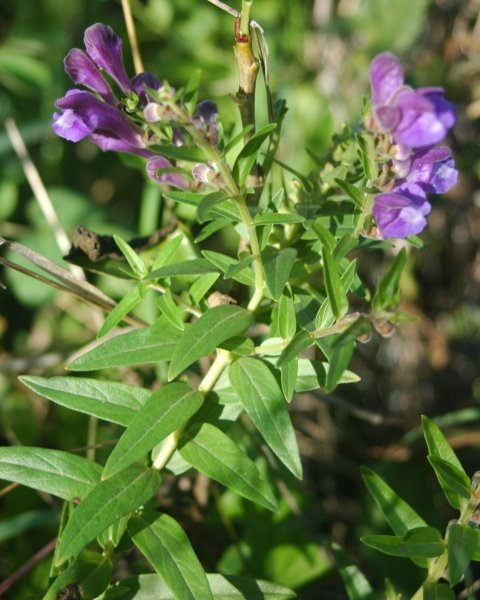
黄芩
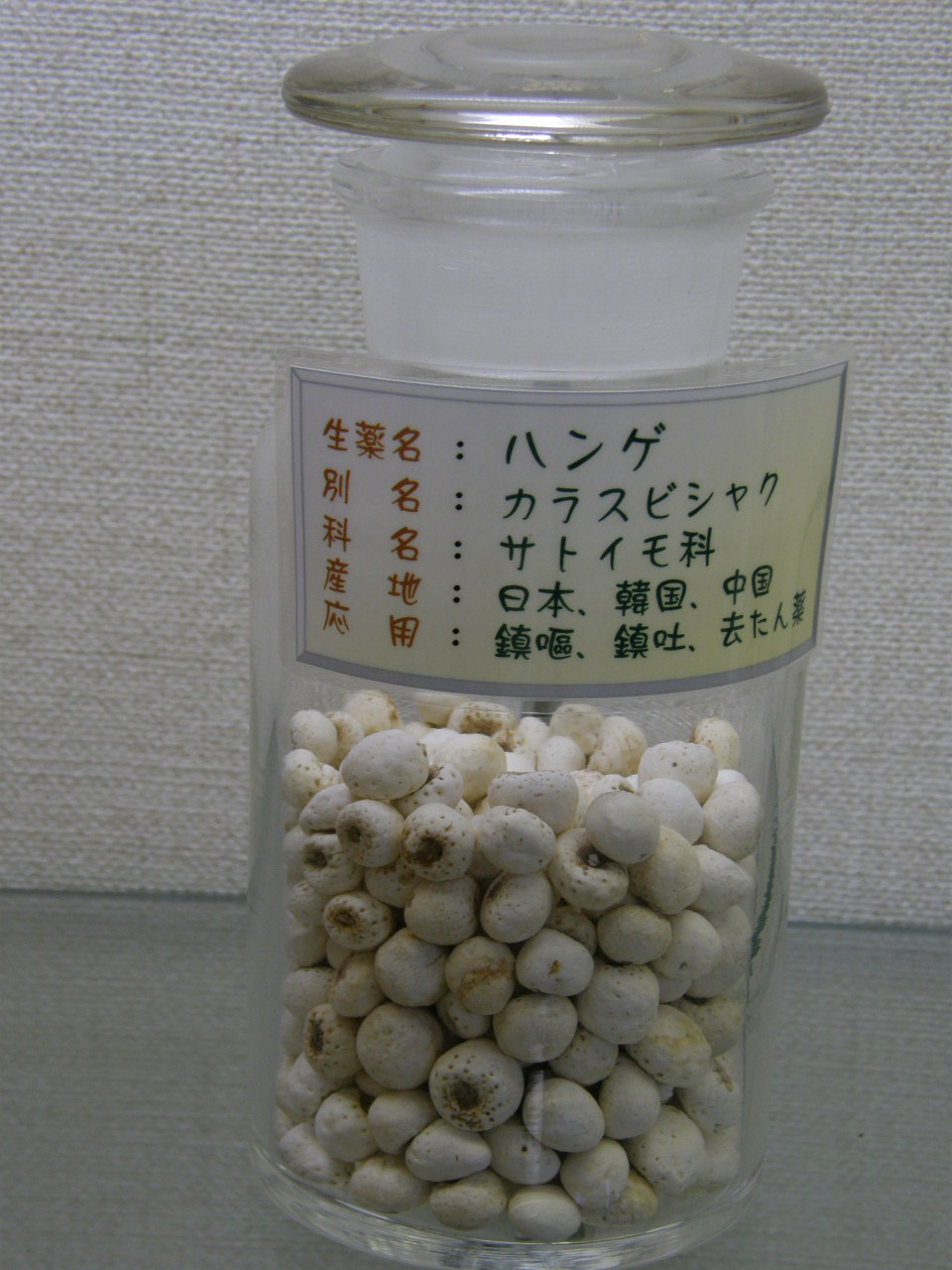
半夏
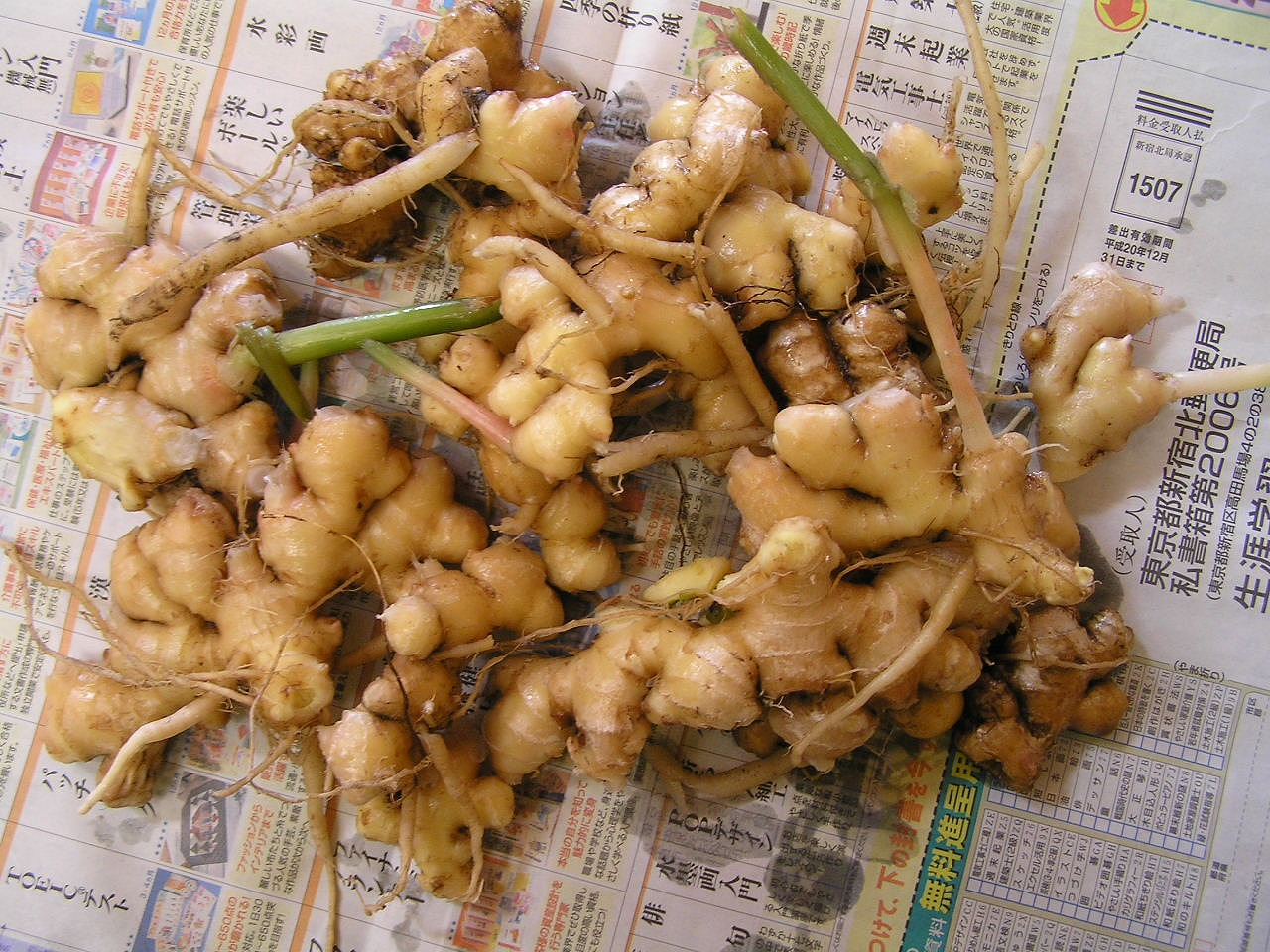
生姜
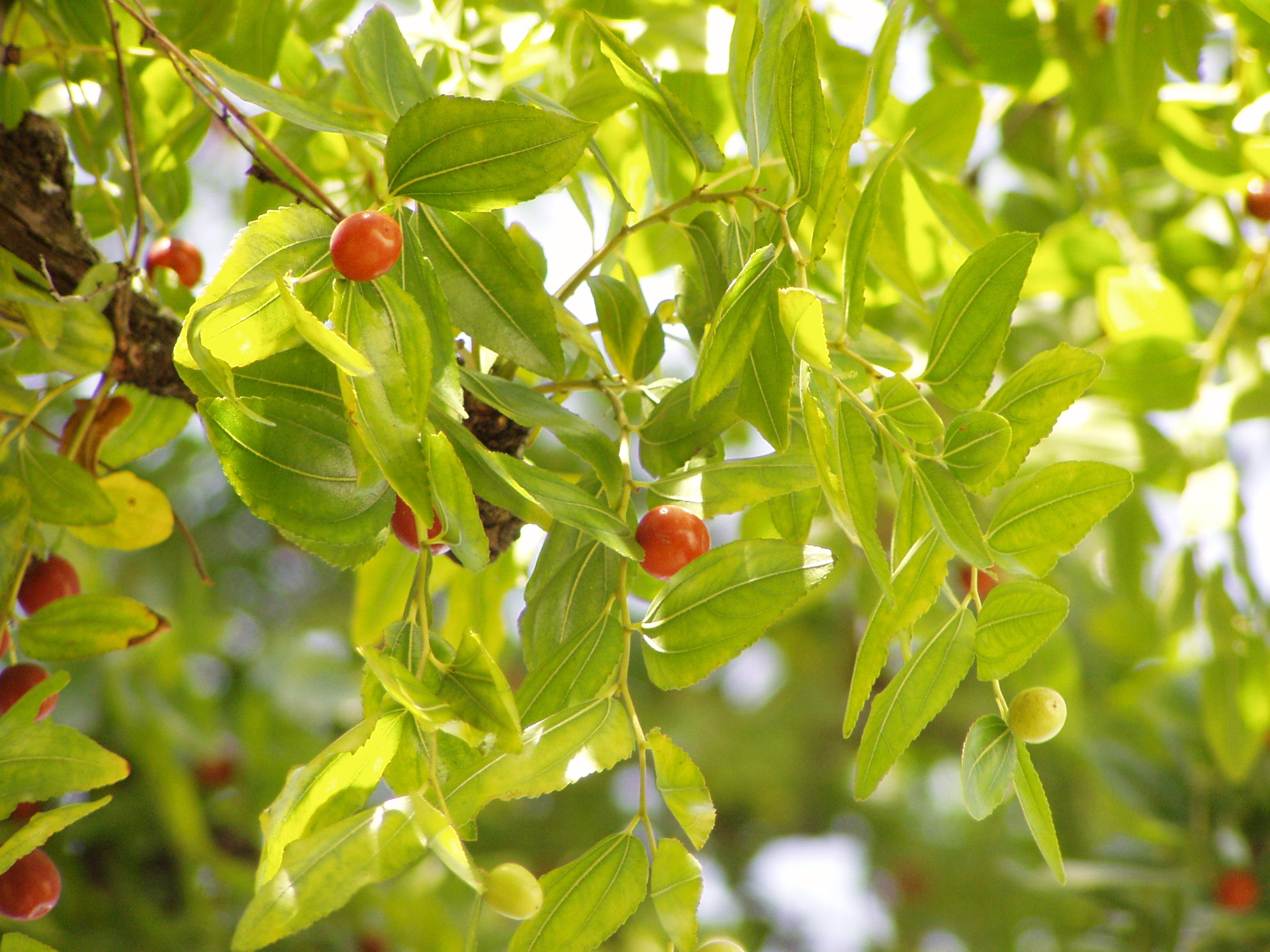
大棗
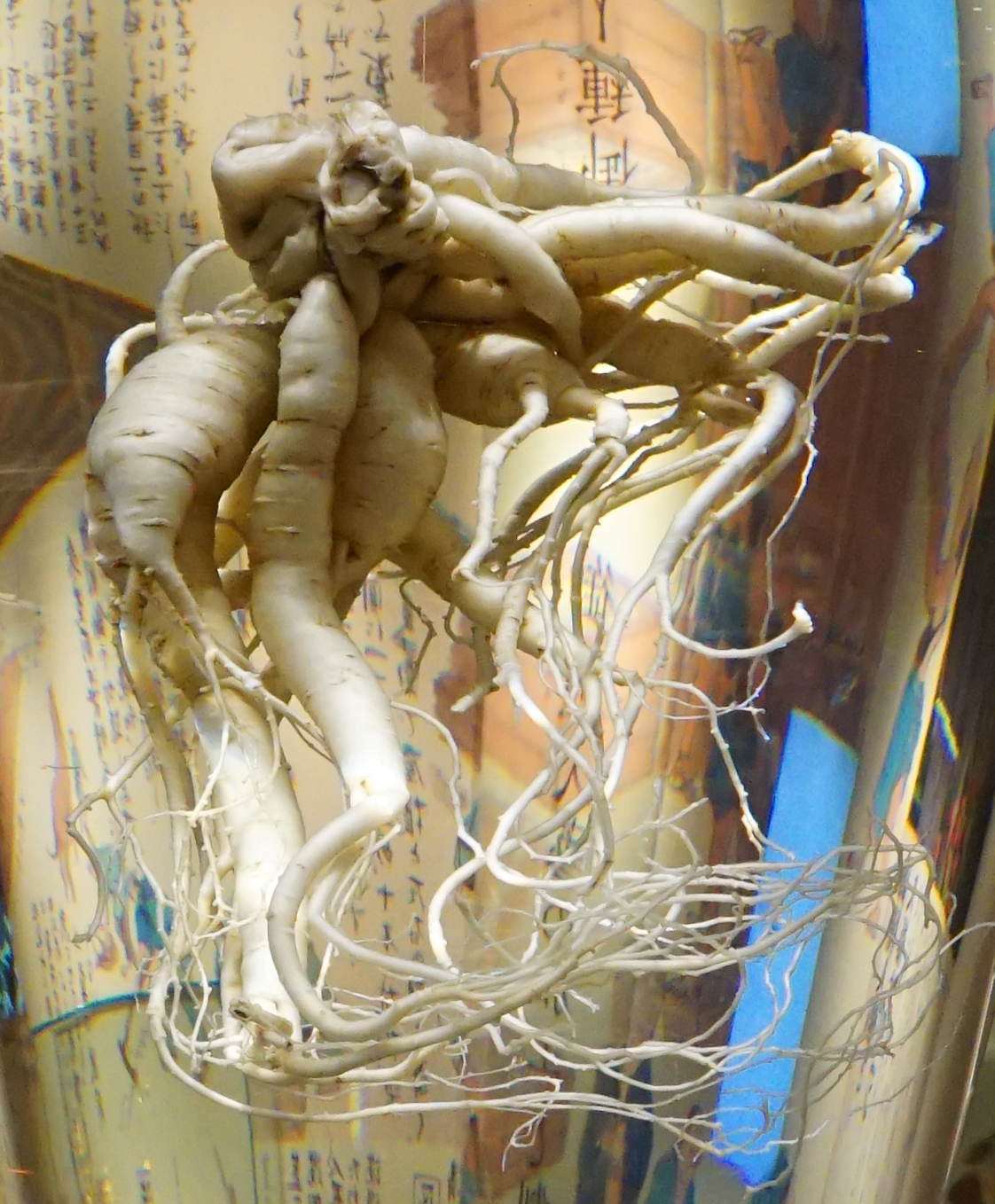
人参
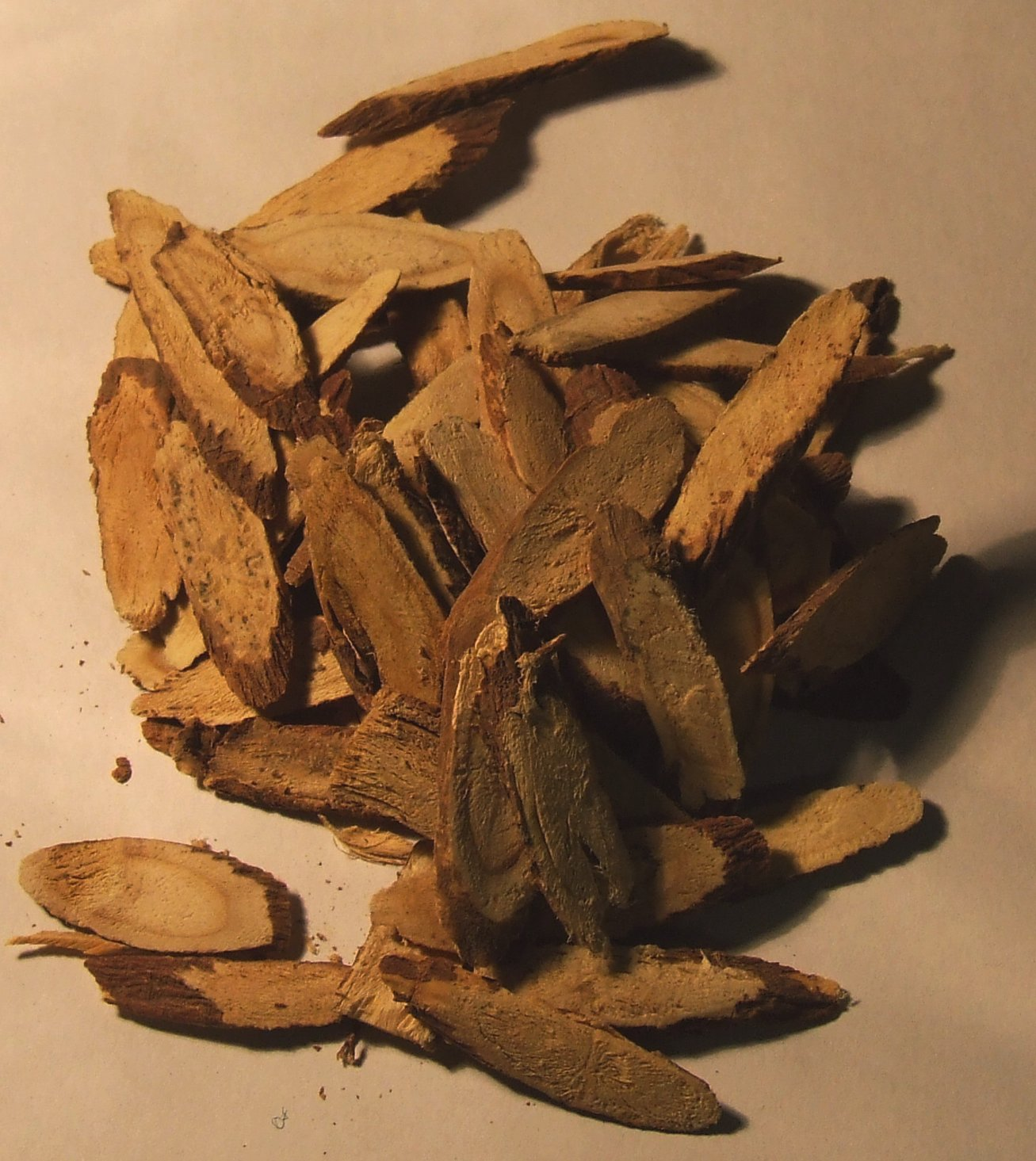
甘草

## 有効成分
これまで発見された小柴胡湯の活性成分には以下のものがある。
- バイカリン
- バイカレイン
- グリチルリチン
- サイコサポニン
- ジンセノサイド
- ウォゴニン
- ギンゲロール

カリフォルニア大学サンディエゴ校Memorial Sloan–Kettering Cancer Centerにおいて臨床試験が行われている。

## 作用機序
全体として半表半裏の熱虚症むきの方剤である。ただし著しい虚症のものには適さない。
柴胡は、作用機序の明確で無い多くの生薬の中で、比較的作用機序の明確になってきている数少ないものの一つである。1つには構成成分のサイコサポニンにステロイド様の作用があり、炎症に対して抗炎症的に作用する。したがって、柴胡剤は喘息・膠原病など、各種の慢性炎症に対する東洋医学の「切り札」的な存在として脚光を浴びていたが、その後インターフェロンとの副作用情報が報道されたために、漢方医以外にはやや縁遠い薬になり、一時期ほど頻用される薬剤ではなくなった。

## 保険適用エキス剤の効能・効果
体力中等度で上腹部がはって苦しく、舌苔を生じ、口中不快、食欲不振、時により微熱、悪心などのあるものの次の諸症。
諸種の急性熱性病、肺炎、気管支炎、感冒、胸膜炎・肺結核などの結核性諸疾患の補助療法、リンパ腺炎、慢性胃腸障害、産後回復不全、慢性肝炎における肝機能障害の改善。

## 臨床試験
遷延したかぜ症候群患者（小柴胡湯群131例、プラセボ群119例）に対して、二重盲検ランダム化比較試験（DB-RCT）により、全般改善度、咽頭痛、倦怠感、痰の切れ、食欲、関節痛・筋肉痛がプラセボよりも有意に有効であった。
慢性活動性肝炎と診断された116例を対象にした二重盲検比較試験において、血清トランスアミナーゼの有意な低下がみられ、肝機能障害の改善効果が認められている。

## 重大な副作用
インターフェロンとの併用、肝硬変または肝癌の患者に投与すると、間質性肺炎を起し死に至ることがある。他に、偽性アルドステロン症、ミオパシー、肝機能障害、黄疸、低カリウム血症など。
小柴胡湯を服用して間質性肺炎を発症する頻度は10万人に4人の割合であり、インターフェロンの10万人に対し182人に比べると桁違いで低いが、世間一般で漢方薬には副作用がないという誤解があったため、マスメディアで死亡事件がセンセーショナルに報じられた。小柴胡湯は次の患者には禁忌である。
- 高齢者への30日を越える投与[7]。
- インターフェロン製剤を投与中の患者。
- 肝硬変、肝がんの患者。
- 慢性肝炎での肝機能障害で血小板数が10万/mm3以下（肝硬変が疑われる）の患者[2]。

北里研究所東洋医学研究所研究部門長であった丁宗鐵は、「小柴胡湯は100万人に処方されていること自体が問題だ。医療用として出回っている全漢方薬のこれは3分の1に相当する。漢方専門医から見ればこれは異常な数字で、漢方薬は患者の「証」に合わせて処方するべきなのに、証を無視した西洋医学的な安易な「病名投与」が行われていることに問題がある。亡くなった10人は誤用投与で、1例は本来の疫学的異常による副作用が疑われる」と発言している。

## 関連する方剤
- 大柴胡湯　小柴胡湯から人参・甘草を除き枳実・芍薬・大黄を加えた実証向きの方剤。
- 柴胡桂枝湯　小柴胡湯と桂枝湯の合方。
- 柴胡加竜骨牡蠣湯　小柴胡湯から甘草を除き桂枝・茯苓・龍骨、牡蠣を加えた。
- 小柴胡湯加桔梗石膏　小柴胡湯に桔梗・石膏を加えた。小柴胡湯の症で咽の腫れ痛みを訴えるもの。
- 柴陥湯　小柴胡湯と小陥胸湯の合方。
- 柴朴湯　小柴胡湯と半夏厚朴湯の合方。
- 柴苓湯　小柴胡湯と五苓散の合方。